# Spirorbis inornatus
Spirorbis inornatus är en ringmaskart som beskrevs av L'Hardy, Quievreux 1962. Spirorbis inornatus ingår i släktet Spirorbis och familjen Serpulidae. Inga underarter finns listade i Catalogue of Life.